# William A. Williams
William A. Williams (Manheim, 18 giugno 1870 – Los Angeles, 4 maggio 1942) è stato un attore cinematografico statunitense,  conosciuto anche con i nomi alternativi di W.A. Williams o William Williams. Attore del cinema muto, lavorò dal 1912 fino al 1919.

## Filmografia
- At the Burglar's Command (1912)
- The Cheapest Way (1913)
- Checkers, regia di Augustus E. Thomas (1913)
- There She Goes (1913)
- The Awakening of Helena Ritchie, regia di John W. Noble (1916)
- The Web of Desire, regia di Émile Chautard (1917)
- Heart of Gold, regia di Travers Vale (1919)
- His Wife's Friend, regia di Joseph De Grasse (1919)